# Malachi Fagan-Walcott
Malachi Fagan-Walcott, né le 11 mars 2002 à Edmonton en Angleterre, est un footballeur anglais qui évolue au poste de défenseur central à Cardiff City.

## Biographie

### En club
Natif d'Edmonton en Angleterre, Malachi Fagan-Walcott commence le football au Norsemen FC avant de rejoindre Tottenham Hotspur en 2015, où il poursuit sa formation. Il signe son premier contrat professionnel le 27 novembre 2019, à seulement 17 ans.
Malachi Fagan-Walcott joue son premier match en professionnel le 10 mars 2020, veille de son 18e anniversaire, lors d'une rencontre de Ligue des Champions face au RB Leipzig lors du huitième de finale retour. Il entre en jeu à la place de Serge Aurier lors de ce match perdu par les siens (3-0).
Le 28 janvier 2021, il est prêté jusqu'à la fin de saison à la formation écossaise du Dundee FC. Il fait son retour à Tottenham seulement deux mois plus tard et après deux matchs joués pour le club écossais, en raison notamment d'une blessure aux ischio-jambiers.
En 2023, il rejoint Cardiff City.
Le 12 janvier 2024, Malachi Fagan-Walcott rejoint le Dunfermline FC sous la forme d'un prêt jusqu'à la fin de la saison.

### Carrière en équipe nationale
Avec l'les moins de 17 ans Malachi Fagan-Walcott participe au championnat d'Europe des moins de 17 ans qui se déroule en Irlande. Il joue deux matchs en tant que titulaire au poste d'arrière droit lors de ce tournoi, mais les jeunes anglais ne sortent pas de la phase de groupe.